# Ellen van Dijk
Eleonora Maria van Dijk, detta Ellen (Harmelen, 11 febbraio 1987), è una ciclista su strada e pistard olandese che corre per il team Lidl-Trek. Nel 2008 ha vinto il titolo mondiale dello scratch su pista, mentre su strada si è aggiudicata tre titoli mondiali a cronometro, nel 2013, nel 2021 e nel 2022, e cinque titoli europei Elite, uno in linea e quattro a cronometro.

## Palmarès

### Strada
- 2004 (Juniores)

Campionati olandesi, Prova in linea Juniores
Campionati olandesi, Prova a cronometro Juniores
- 2006 (Vrienden van het Platteland, due vittorie)

2ª tappa Tour en Limousin
2ª tappa Grote Prijs Boekel
- 2007 (Vrienden van het Platteland, sei vittorie)

EBH Restore Tijdrit - Bleiswijk
1ª tappa Tour of Chongming Island  (Renshou Yatong > Renshou Yatong)
Grote Prijs Alblasserdam
Profronde van Stiphout
Campionati olandesi, prova a cronometro
2ª tappa Grote Prijs Boekel
- 2008 (Vrienden van het Platteland, due vittorie)

Campionati europei, prova a cronometro Under-23
Prologo Tour en Limousin (Limoges > Landouge, cronometro)
- 2009 (Team Columbia-High Road, tre vittorie)

Ronde van de Kerspelen
Campionati europei, prova a cronometro Under-23
2ª tappa Holland Tour (Schijndel, cronometro)
- 2010 (Team HTC-Columbia, tre vittorie)

Sparkassen Giro Bochum
6ª tappa Holland Tour (Rijssen, cronometro)
Grote Prijs Geldrop
- 2011 (HTC-Highroad, quattro vittorie)

2ª tappa Tour of Qatar (Museum of Islamic Art > Lusail)
Classifica generale Tour of Qatar
Districtskampioenschap Midden-Nederland
2ª tappa Holland Tour (Gemert, cronometro)
- 2012 (Team Specialized-Lululemon, sei vittorie)

Omloop van Borsele
Prologo Gracia-Orlová (Havířov, cronometro)
2ª tappa Gracia-Orlová (Havířov, cronometro)
Campionati olandesi, prova a cronometro
3ª tappa Lotto-Decca Tour (Geraardsbergen > Geraardsbergen)
Classifica generale Lotto-Decca Tour
- 2013 (Team Specialized-Lululemon, quattordici vittorie)

Le Samyn
3ª tappa Energiewacht Tour (Winsum, cronometro)
Classifica generale Energiewacht Tour
Prologo Gracia-Orlová (Havířov, cronometro)
2ª tappa Gracia-Orlová (Havířov, cronometro)
4ª tappa Gracia-Orlová (Lichnov > Lichnov)
Classifica generale Gracia-Orlová
Grote Prijs Leende
Campionati olandesi, prova a cronometro
8ª tappa Giro d'Italia (Cremona, cronometro)
Classifica generale Belgium Tour
Classifica generale Holland Tour
Chrono Champenois (cronometro)
Campionati del mondo, prova a cronometro (con la Nazionale olandese)
- 2014 (Boels-Dolmans Cycling Team, due vittorie)

Giro delle Fiandre
1ª tappa Holland Tour (Tiel > Tiel, cronometro)
- 2015 (Boels-Dolmans Cycling Team, due vittorie)

2ª tappa Tour of Qatar (Al Zubarah Fort > Madinat ash Shamal)
Giochi europei, Prova a cronometro
- 2016 (Boels-Dolmans Cycling Team, cinque vittorie)

2ª tappa Tour of Qatar (Al Zubarah Fort > Madinat ash Shamal)
4ª tappa, 2ª semitappa Energiewacht Tour (Leek > Leek, cronometro)
Classifica generale Energiewacht Tour
4ª tappa Thüringen Rundfahrt (Zeulenrodaer Meer, cronometro)
Campionati europei, prova a cronometro
- 2017 (Team Sunweb, quattro vittorie)

1ª tappa, 1ª semitappa Healthy Ageing Tour (Leek > Leek, cronometro)
Classifica generale Healthy Ageing Tour
Campionati europei, prova a cronometro
Prologo Tour of Norway (Halden > Halden, cronometro)
- 2018 (Team Sunweb, sei vittorie)

Omloop van het Hageland
Dwars door Vlaanderen
7ª tappa Thüringen Tour (Schmölln > Schmölln, cronometro)
Campionati olandesi, prova a cronometro
Campionati europei, prova a cronometro
Classifica generale Madrid Challenge by La Vuelta
- 2019 (Trek-Segafredo, tre vittorie)

Dwars door Vlaanderen
4ª tappa, 1ª semitappa Healthy Ageing Tour (Winsum > Winsum, cronometro)
5ª tappa Thüringen Tour (Meiningen > Meiningen, cronometro)
Campionati europei, prova a cronometro
- 2021 (Trek-Segafredo, cinque vittorie)

2ª tappa Healthy Ageing Tour (Lauwersoog > Lauwersoog, cronometro)
Classifica generale Healthy Ageing Tour
Prologo Giro del Belgio (Chimay > Chimay, cronometro)
Campionati europei, prova in linea (con la Nazionale olandese)
Campionati del mondo, prova a cronometro (con la Nazionale olandese)
- 2022 (Trek-Segafredo, nove vittorie)

2ª tappa Setmana Valenciana-Volta Comunitat Valenciana (Altea > Cocentaina)
1ª tappa Bloeizone Fryslân Tour (Surhuisterveen > Surhuisterveen, cronometro)
Classifica generale Bloeizone Fryslân Tour
Campionati olandesi, prova a cronometro
Prologo BeNe Tour (Utrecht > Utrecht, cronometro)
3ª tappa, 1ª semitappa BeNe Tour (Knokke-Heist > Knokke-Heist, cronometro)
Classifica generale BeNe Tour
Campionati del mondo, prova a cronometro (con la Nazionale olandese)
Crono delle Nazioni
- 2024 (Lidl-Trek, due vittorie)

3ª tappa Vuelta Extremadura Féminas (Zafra > Zafra, cronometro)
1ª tappa Tour de Normandie Féminin (Bagnoles-de-l'Orne > Bagnoles-de-l'Orne, cronometro)

#### Altri successi
- 2006 (Vrienden van het Platteland)

Prologo Giro della Toscana-Memorial Fanini (Viareggio, cronosquadre)
- 2008 (Vrienden van het Platteland)

Classifica giovani RaboSter Zeeuwsche Eilanden
2ª tappa Tour de l'Aude (Port-la-Nouvelle, cronosquadre)
- 2009 (Team Columbia-High Road)

Classifica giovani Tour of Qatar
City of Perth Criterium
- 2011 (HTC-Highroad)

Classifica a punti Tour of Qatar
Classifica giovani Tour of Qatar
Open de Suède Vargarda (cronosquadre)
- 2012 (Team Specialized-Lululemon)

Omloop van Borsele ITT
4ª tappa, 2ª semitappa Energiewacht Tour (Veendam > Oude Pekela, cronosquadre)
Open de Suède Vargarda (cronosquadre)
2ª tappa Holland Tour (Dronten, cronosquadre)
Campionati del mondo, Cronosquadre
- 2013 (Team Specialized-Lululemon)

Omloop van Borsele ITT
Classifica a punti Gracia-Orlová
Open de Suède Vargarda TTT (cronosquadre)
1ª tappa Lotto-Decca Tour (Warquignies > Angreau, cronosquadre)
2ª tappa Holland Tour (Coevorden, cronosquadre)
Campionati del mondo, Cronosquadre
- 2014 (Boels-Dolmans Cycling Team)

Omloop van Borsele ITT
- 2015 (Boels-Dolmans Cycling Team)

Omloop van Borsele ITT
- 2016 (Boels-Dolmans Cycling Team)

1ª tappa Energiewacht Tour (Groninga, cronosquadre)
Vargarda UCI Women's WorldTour TTT (cronosquadre)
2ª tappa Holland Tour (Gennep, cronosquadre)
Campionati del mondo, Cronosquadre
- 2017 (Team Sunweb)

Classifica a punti Healthy Ageing Tour
Campionati del mondo, Cronosquadre
- 2018 (Team Sunweb)

1ª tappa Giro d'Italia (Verbania, cronosquadre)
1ª tappa Madrid Challenge by La Vuelta (Boadilla del Monte, cronosquadre)
- 2019 (Trek-Segafredo)

Vårgårda West Sweden TTT (cronosquadre)
- 2020 (Trek-Segafredo)

1ª tappa Giro d'Italia (Grosseto > Grosseto, cronosquadre)
- 2021 (Trek-Segafredo)

Classifica scalatrici Giro del Belgio
1ª tappa Giro d'Italia (Fossano > Cuneo, cronosquadre)
- 2022 (Trek-Segafredo)

Vårgårda West Sweden TTT (cronosquadre)
- 2024 (Lidl-Trek)

3ª tappa Vuelta a España (Zafra, cronosquadre)
Tijdrit Omloop van Borsele

### Pista
- 2007

Campionati olandesi, inseguimento individuale
- 2008

Campionati del mondo, scratch
Campionati europei Juniores e U23, corsa a punti Under-23
Campionati olandesi, inseguimento individuale
- 2009

5ª prova Coppa del mondo 2008-2009, inseguimento individuale (Copenaghen)
5ª prova Coppa del mondo 2008-2009, corsa a punti (Copenaghen)
- 2010

Campionati olandesi, inseguimento individuale
- 2011

Campionati olandesi, inseguimento individuale
Campionati olandesi, americana (con Kirsten Wild)
1ª prova Coppa del mondo 2011-2012, inseguimento a squadre (Astana, con Amy Pieters e Kirsten Wild)

## Piazzamenti

### Grandi Giri
- Giro d'Italia

2010: non partita (10ª tappa)
2011: 94ª
2013: 24ª
2014: 26ª
2015: 23ª
2018: 33ª
2020: 27ª
2021: 35ª
- Tour de France

2022: 30ª
2024: 59ª
- Vuelta a España

2024: ritirata (4ª tappa)

### Competizioni mondiali

#### Strada
- Campionati del mondo

Verona 2004 - In linea Juniores: 3ª
Salisburgo 2005 - In linea Juniores: 7ª
Salisburgo 2005 - Cronometro Juniores: 7ª
Stoccarda 2007 - Cronometro Elite: 17ª
Varese 2008 - Cronometro Elite: 20ª
Mendrisio 2009 - Cronometro Elite: 20ª
Copenaghen 2011 - Cronometro Elite: 6ª
Limburgo 2012 - Cronosquadre: vincitrice
Limburgo 2012 - Cronometro Elite: 5ª
Limburgo 2012 - In linea Elite: ritirata
Toscana 2013 - Cronosquadre: vincitrice
Toscana 2013 - Cronometro Elite: vincitrice
Toscana 2013 - In linea Elite: 16ª
Ponferrada 2014 - Cronosquadre: 5ª
Ponferrada 2014 - Cronometro Elite: 7ª
Ponferrada 2014 - In linea Elite: 29ª
Richmond 2015 - Cronosquadre: 2ª
Richmond 2015 - Cronometro Elite: 7ª
Richmond 2015 - In linea Elite: 10ª
Doha 2016 - Cronosquadre: vincitrice
Doha 2016 - Cronometro Elite: 2ª
Doha 2016 - In linea Elite: 85ª
Bergen 2017 - Cronosquadre: vincitrice
Bergen 2017 - Cronometro Elite: 5ª
Bergen 2017 - In linea Elite: 15ª
Innsbruck 2018 - Cronosquadre: 3ª
Innsbruck 2018 - Cronometro Elite: 3ª
Innsbruck 2018 - In linea Elite: 60ª
Imola 2020 - Cronometro Elite: 3ª
Imola 2020 - In linea Elite: 19ª
Fiandre 2021 - Cronometro Elite: vincitrice
Fiandre 2021 - Staffetta mista: 2ª
Fiandre 2021 - In linea Elite: 18ª
Wollongong 2022 - Cronometro Elite: vincitrice
Wollongong 2022 - Staffetta mista: 5ª
Wollongong 2022 - In linea Elite: 24ª
Zurigo 2024 - Cronometro Elite: 8ª
- Coppa del mondo/World Tour

Cdm 2008: 70ª
Cdm 2009: 34ª
Cdm 2010: 13ª
Cdm 2011: 12ª
Cdm 2012: 14ª
Cdm 2013: 3ª
Cdm 2014: 7ª
Cdm 2015: 19ª
WWT 2016: 36ª
WWT 2017: 8ª
WWT 2018: 10ª
WWT 2019: 28ª
WWT 2020: 14ª
WWT 2021: 27ª
- Giochi olimpici

Londra 2012 - In linea: fuori tempo
Londra 2012 - Cronometro: 8ª
Rio de Janeiro 2016 - In linea: 21ª
Rio de Janeiro 2016 - Cronometro: 4ª
Parigi 2024 - Cronometro: 11ª
Parigi 2024 - In linea: 58ª

#### Pista
- Campionati del mondo

Manchester 2008 - Scratch: vincitrice
Manchester 2008 - Inseguimento individuale: 5ª
Manchester 2008 - Inseguimento a squadre: 6ª
Pruszków 2009 - Scratch: 6ª
Pruszków 2009 - Inseguimento individuale: 6ª
Pruszków 2009 - Inseguimento a squadre: 4ª
Pruszków 2009 - Corsa a punti: 15ª
Ballerup 2010 - Inseguimento individuale: 5ª
Ballerup 2010 - Inseguimento a squadre: 5ª
Ballerup 2010 - Corsa a punti: 8ª
Apeldoorn 2011 - Inseguimento individuale: 5ª
Apeldoorn 2011 - Inseguimento a squadre: 5ª
- Giochi olimpici

Londra 2012 - Inseguimento a squadre: 6ª

### Competizioni europee
- Campionati europei su strada

Valkenburg 2006 - In linea Under-23: 10ª
Sofia 2007 - Cronometro Under-23: 5ª
Stresa 2008 - Cronometro Under-23: vincitrice
Pallanza 2008 - In linea Under-23: 31ª
Hooglede 2009 - Cronometro Under-23: vincitrice
Hooglede 2009 - In linea Under-23: 24ª
Plumelec 2016 - Cronometro Elite: vincitrice
Herning 2017 - Cronometro Elite: vincitrice
Herning 2017 - In linea Elite: 61ª
Glasgow 2018 - In linea Elite: 19ª
Glasgow 2018 - Cronometro Elite: vincitrice
Alkmaar 2019 - Cronometro Elite: vincitrice
Alkmaar 2019 - In linea Elite: ritirata
Plouay 2020 - Cronometro Elite: 2ª
Plouay 2020 - In linea Elite: 17ª
Trento 2021 - Cronometro Elite: 2ª
Trento 2021 - In linea Elite: vincitrice
Monaco di Baviera 2022 - Cronometro Elite: 2ª
Monaco di Baviera 2022 - In linea Elite: 42ª
Limburgo 2024 - Cronometro Elite: 2ª
Limburgo 2024 - In linea Elite: 57ª
- Giochi europei

Baku 2015 - Cronometro: vincitrice
Baku 2015 - In linea: 4ª
- Campionati europei su pista

Pruszkov 2008 - Omnium: 2ª
Pruszkov 2008 - Inseguimento individuale Under-23: 2ª
Pruszkov 2008 - Corsa a punti Under-23: vincitrice
Pruszkov 2008 - Scratch Under-23: 2ª
Pruszkov 2010 - Inseguimento a squadre: 9ª
Apeldoorn 2011 - Inseguimento a squadre: 5ª